# 国方防虫化学
国方防虫化学株式会社（くにかたぼうちゅうかがく、英文名称KUNIKATA.inc.）は、香川県高松市に本社を置く企業。主に、シロアリなどの害虫の防除工事を行っている。

## 事業
- シロアリ防除工事、予防工事や駆除工事（殺虫剤）
- アイシネン断熱吹付工事（現場発泡ウレタン断熱）
- 床下環境改善商品取付
- シロアリ以外の害虫対策

## 支社
岡山支店、松山支店、徳島支店 
香川西営業所、小豆島営業所、新居浜営業所 

## 提供番組
- アンコールアワー・開運!なんでも鑑定団（テレビせとうち）

### 過去の提供番組
- ニョッキン7（OHK岡山放送）